# Изгнание из рая
Изгна́ние из ра́я Адама и Евы — эпизод библейского предания из книги Бытия, следующий за грехопадением.

## Первоисточники и комментарии
Согласно апокрифической Книге Юбилеев, до грехопадения Адам и Ева прожили в раю семь лет.
После грехопадения Бог произносит проклятия (3:14—19):
- Змею: «Проклят ты пред всеми скотами и пред всеми зверями полевыми; ты будешь ходить на чреве твоем, и будешь есть прах во все дни жизни твоей; и вражду положу между тобою и между женою, и между семенем твоим и между семенем её; оно будет поражать тебя в голову, а ты будешь жалить его в пяту.»
- Еве: «Умножая умножу скорбь твою в беременности твоей; в болезни будешь рождать детей; и к мужу твоему влечение твое, и он будет господствовать над тобою.»
- Адаму: «Проклята земля за тебя; со скорбью будешь питаться от неё во все дни жизни твоей; терния и волчцы произрастит она тебе; и будешь питаться полевою травою; в поте лица твоего будешь есть хлеб, доколе не возвратишься в землю, из которой ты взят, ибо прах ты и в прах возвратишься.»

После грехопадения «нарёк Адам имя жене своей: Ева, ибо она стала матерью всех живущих. И сделал Господь Бог Адаму и жене его одежды кожаные и одел их». (3:20, 21). После чего Адам и Ева сошли на землю.

И сказал Господь Бог: вот, Адам стал как один из Нас, зная добро и зло; и теперь как бы не простер он руки своей, и не взял также от дерева жизни, и не вкусил, и не стал жить вечно. И выслал его Господь Бог из сада Эдемского, чтобы возделывать землю, из которой он взят. И изгнал Адама, и поставил на востоке у сада Эдемского херувима и пламенный меч обращающийся, чтобы охранять путь к дереву жизни. (Быт. 3:22—24)
Комментарий в Мидраш Рабба: Сказал рабби Аба бар Кагана: Открыл ему Святой, благословен Он, двери раскаяния. «И теперь?..» — как бы вопрос «А что теперь?». Бог намекает, что ситуация ещё обратима, ожидая, что человек выразит раскаяние. На что Адам отвечает отрицательно и потому ему запрещено есть от Древа жизни. Лишь отказавшись от раскаяния (а не после самого греха) Адам перестал быть достойным вечной жизни.
По мнению Мирча Элиаде, мифологема золотого века и изгнания из рая восходит ко временам неолитической революции, когда человек перешёл от собирательства и охоты к земледелию и животноводству. 
В переносном смысле — изгнание из идеального места за совершённый проступок.

## В христианской традиции

### Ангел с огненным мечом
Иногда считается, что вооруженным мечом херувимом был архангел Михаил. Этот сюжет включается в его житийных клеймах в православных иконах. На ряде икон нимб архангела Михаила состоит из растительного орнамента, что символично указывает, что он небесный страж, стоящий у врат рая.
Джон Мильтон в своей поэме «Потерянный Рай» следует той же трактовке, посылая Михаила во главе с отрядом херувимов выполнить миссию удаления прародителей из рая.
 Архангел вмиг пустился в путь,
С ним Херувимов блещущая рать,
И каждый Херувим — четверолик,
Как Янус двоекратный; все бойцы —
Многоочиты; их тела везде
Усеяны глазами без числа
Исток этой традиции не очень ясен. В «Евангелии от Никодима» Михаил упоминается как тот, кто явился у врат рая Сифу, но не пишется что он страж райских врат. Про явление Михаила Сифу также есть в «Золотой легенде».
Кроме того, согласно Преданию православной Церкви охранять Рай после грехопадения и изгнания Адама Богом был поставлен архангел Уриил, чье имя означает «Огонь Божий». По иконописному канону Православной церкви, этот архангел «изображается держащим в правой руке против груди обнаженный меч, а в левой огненный пламень».
В ряде преданий в качестве ангела, изгнавшего прародителей из рая и приставленного охранять древо познания добра и зла, называется архангел Иофиил.
В средневековой символике символом Изгнания из рая были ворота.

### В православии
В Русской Православной Церкви Прощёное Воскресение (последнее воскресенье перед Великим постом) имеет также название «Воспоминание Адамова изгнания». В этот день в песнопении за всенощной поется о том, как сидел Адам напротив рая и оплакивал своё грехопадение, оплакивал уже запоздалыми слезами.
В Библии мы читаем: Господь облёк людей в кожаные ризы и изгнал их из Рая. Что это такое? Как это понять — «изгнание из Рая»? А это вот как раз и началось наше спасение. Но, что это за «кожаные ризы»? А опустите глаза и посмотрите сами на себя. Наше тело — это и есть те самые ризы. Нынешнее тело человека совершенно иное по сравнению с тем, духовным тонким телом, в которое был облечен первый Адам, так пишут святые отцы Церкви. А теперь заглянем в свою душу… Мы увидим её, наполненную страстями и грехами. Оказывается, то, что мы телесно и духовно из себя представляем, — это и есть состояние «изгнания из Рая». А находясь в Эдеме, человек имел совершенно иное тело и иную неповрежденную душу.

## Мессианскоепророчество
В этом эпизоде фигурирует наиболее древнее ветхозаветное пророчество о Христе:
…и вражду положу между тобою и между женою, и между семенем твоим и между семенем её; оно будет поражать тебя в голову, а ты будешь жалить его в пяту» (Быт. 3:15)
Эта фраза толкуется как осуждение Господом дьявола, и утешение прародителей обещанием, что когда-нибудь «Потомок жены» (то есть Христос) поразит саму «главу» змия, их соблазнившего. Но при этом и сам Потомок жены пострадает от змия, который будет «жалить Его в пяту», то есть причинит ему физические страдания (см. Страсти Христовы). Христианские богословы подчеркивают тут наименование Мессии «Семенем Жены», что, по их мнению, уже указывает на его необычайное рождение от Жены, которая зачнет Мессию без участия мужа (то есть Дева Мария, см. Благовещение). «По свидетельству таргумов Онкелоса и Ионафана (древних толкований-пересказов книг Моисея), евреи всегда относили пророчество о Семени жены к Мессии». Как считается в христианстве, это пророчество исполнилось, когда Иисус Христос, пострадав на кресте своей плотью, поразил дьявола — этого «древнего змия», то есть отнял у него всякую власть над человеком.

## В изобразительном искусстве
В итальянском искусстве ренессанса наиболее знаменитой оказалась фреска Мазаччо в капелле Бранкаччи, не только потому, что он был первым в свою эпоху, осмелившимся написать обнаженные фигуры, но и благодаря чрезвычайной эмоциональной выразительности и мимике своих персонажей.
В эпоху зрелого ренессанса трактовку этого сюжета создал Микеланджело на стенах Сикстинской капеллы.
В православной иконописи этот сюжет можно найти в клеймах икон на ветхозаветные сюжеты, например, иконе Архангела Михаила (см. выше) и Троицы Ветхозаветной, а также во фресковых циклах соборов. Место «Изгнанию из рая» в иконостасе было на дьяконских дверях, где оно располагалось вместе с другими ветхозаветными сюжетами, напоминающими об утерянном рае (сотворение мира, райские обители с лоном Авраама, Богородицей, Благоразумного разбойника).
Встречалась эта тема и в персидской миниатюре, питаемой изложением сюжета в Коране.
Графические листы с «Изгнанием из рая» создавались лучшими мастерами-граверами: как Дюрером, так и Доре.
Французские художники-академисты XIX века трактовали этот сюжет в духе легкого эротизма, благодаря возможности написать обнаженное тело Евы (Кабанель).
В русском искусстве XX века стоит отметить картины Гончаровой, Шагала, Петрова-Водкина.
Не обошёл его своим вниманием и Илья Глазунов.

## В массовой культуре
- «Изгнание из рая» — название, которое часто выбирают для своих книг писатели (Павел Загребельный, Елена Благова). Это название имела и пьеса Серебряного века, поставленная, по свидетельству Ахматовой, в «Бродячей Собаке»[22].
- «Изгнание из рая» — фильм 1994 г.; под тем же названием нудистская лента 2004 г. чешского режиссёра Веры Хитиловой.
- «Изгнание из рая» — перформанс современного художника Андрея Устинова.